# Guillaume-Christophe de Bade-Bade
Guillaume-Christophe de Bade-Bade (12 octobre 1628 à Baden-Baden; 25 août 1652), est un margrave de Bade et de Chanoine à Cologne.
Il est un fils du margrave Guillaume Ier de Bade-Bade de son premier mariage avec la comtesse Catherine-Ursule de Hohenzollern-Hechingen (décédée le 2 juin 1640), la fille du comte Jean-Georges de Hohenzollern-Hechingen.